# Punta de Langevin
La punta de Langevin es un cabo situado en la comuna francesa de Saint-Joseph, en el departamento de Reunión.
Tiene la particularidad de ser el punto más al Sur de la Francia metropolitana y de ultramar (21°23′30″S 55°38′47″E / -21.39167, 55.64639).
- Datos: Q3393621
- Multimedia: Pointe de Langevin / Q3393621